# Herb gminy Gnojno
Herb gminy Gnojno – symbol gminy Gnojno, autorstwa Jerzego Michty, ustanowiony 14 grudnia 2007.

## Wygląd i symbolika
Herb przedstawia na tarczy w polu błękitnym czerwony mur, na którym umieszczono godła z herbów: Szreniawa i Łodzia, a zza muru wystającego czarnego dzika, trzymającego w kłach dwa kłosy zboża (godło z herbu Łukocz rodu Łuniewskich, właścicieli Gnojna).

## Historia
Herb gminy wraz z innymi symbolami gminy został ustanowiony 14 grudnia 2007. Rozporządzeniem nadzorczym z 11 stycznia 2008 wojewoda świętokrzyski Bożentyna Pałka-Koruba stwierdziła nieważność uchwały z racji braku uzyskania pozytywnej opinii Komisji Heraldycznej. Do dziś herb jest jednak używany przez władze gminy, m.in. na stronie internetowej. 